# Completar el quadrat
En àlgebra elemental, completar el quadrat és una tècnica per a convertir un polinomi quadràtic o de segon grau de la forma
{\displaystyle ax^{2}+bx+c}
a la forma
{\displaystyle a(x-h)^{2}+k}
per a determinats valors de k i h.
En altres paraules, completar el quadrat implica situar el quadrat d'un binomi dins d'una expressió quadràtica i adequar el terme independent per a que sigui equivalent a l'expressió original.
Aquesta tècnica és útil a l'hora de:
- resoldre equacions de segon grau,

- deduir la fórmula de l'equació de segon grau,

- representar gràficament equacions de segon grau,

- avaluar integrals, com ara integrals gaussianes amb un terme lineal a l'exponent,[1]

- trobar transformades de Laplace.[2][3]

En general completar el quadrat es pot aplicar a qualsevol càlcul que inclogui polinomis de segon grau.

## Història
La tècnica de completar el quadrat ja era coneguda a l'Antic Imperi Babilònic.

Al-Khwarizmi, el famós polímata que va escriure l'Al-Jabr, el primer tractat d'àlgebra, ja va aplicar la tècnica de completar el quadrat a la resolució d'equacions de segon grau.

## Visió general

### Antecedents
La fórmula de l'àlgebra elemental que dóna el quadrat d'un binomi és:
{\displaystyle (x+p)^{2}\,=\,x^{2}+2px+p^{2}.}
Per exemple:
{\displaystyle {\begin{alignedat}{2}(x+3)^{2}\,&=\,x^{2}+6x+9&&(p=3)\\[3pt](x-5)^{2}\,&=\,x^{2}-10x+25\qquad &&(p=-5).\end{alignedat}}}
En qualsevol quadrat perfecte, el coeficient d'x és el doble de p i el terme independent és igual a p2.

### Exemple bàsic
El següent polinomi de segon grau:
{\displaystyle x^{2}+10x+28.}
no és un quadrat perfecte, ja que 28 no és el quadrat de 5. El quadrat perfecte seria aquest:
{\displaystyle x^{2}+10x+25\,=\,(x+5)^{2}.}
Tanmateix hom pot escriure el polinomi original com la suma d'aquest quadrat i una constant:
{\displaystyle x^{2}+10x+28\,=\,(x+5)^{2}+3.}
Això és el que s'anomena completar el quadrat.

### Descripció general
Partint de qualsevol polinomi mònic de segon grau:
{\displaystyle x^{2}+bx+c,}
és possible d'obtenir un quadrat perfecte que tingui els mateixos dos primers termes:
{\displaystyle \left(x+{\tfrac {1}{2}}b\right)^{2}\,=\,x^{2}+bx+{\tfrac {1}{4}}b^{2}.}
i que difereixi de l'inicial només en el terme independent. Per tant, hom pot escriure
{\displaystyle x^{2}+bx+c\,=\,\left(x+{\tfrac {1}{2}}b\right)^{2}+k,}
on {\displaystyle k=c-{\frac {b^{2}}{4}}}.

Aquesta operació es coneix amb el nom de completar el quadrat.
Aquests són alguns exemples:
{\displaystyle {\begin{alignedat}{1}x^{2}+6x+11\,&=\,(x+3)^{2}+2\\[3pt]x^{2}+14x+30\,&=\,(x+7)^{2}-19\\[3pt]x^{2}-2x+7\,&=\,(x-1)^{2}+6.\end{alignedat}}}

### Cas no mònic
Donat un polinomi de segon grau de la forma
{\displaystyle ax^{2}+bx+c}
hom pot factoritzar el coeficient a i després completar el quadrat del polinomi mònic resultant.

Exemple:
{\displaystyle {\begin{aligned}3x^{2}+12x+27&=3[x^{2}+4x+9]\\&{}=3\left[(x+2)^{2}+5\right]\\&{}=3(x+2)^{2}+3(5)\\&{}=3(x+2)^{2}+15\end{aligned}}}
La factorització del coeficient a es pot simplificar encara més factoritzant només els 2 primers termes. El nombre enter al final del polinomi no s'ha d'incloure.

Exemple:
{\displaystyle {\begin{aligned}3x^{2}+12x+27&=3\left[x^{2}+4x\right]+27\\[1ex]&{}=3\left[(x+2)^{2}-4\right]+27\\[1ex]&{}=3(x+2)^{2}+3(-4)+27\\[1ex]&{}=3(x+2)^{2}-12+27\\[1ex]&{}=3(x+2)^{2}+15\end{aligned}}}
Això permet d'escriure qualsevol polinomi de segon grau en la forma
{\displaystyle a(x-h)^{2}+k.}

### Fórmula

#### Cas escalar
El resultat de completar el quadrat es pot escriure com una fórmula. En el cas general resulta
{\displaystyle ax^{2}+bx+c=a(x-h)^{2}+k,}
amb
{\displaystyle h=-{\frac {b}{2a}}\quad {\text{i}}\quad k=c-ah^{2}=c-{\frac {b^{2}}{4a}}.}
En particular, quan a = 1:
{\displaystyle x^{2}+bx+c=(x-h)^{2}+k,}
amb
{\displaystyle h=-{\frac {b}{2}}\quad {\text{i}}\quad k=c-h^{2}=c-{\frac {b^{2}}{4}}.}
En resoldre l'equació {\displaystyle a(x-h)^{2}+k=0} en termes de {\displaystyle x-h,} i reorganitzant l'expressió resultant, hom obté la coneguda fórmula que dóna les arrels de l'equació de segon grau:
{\displaystyle x={\frac {-b\pm {\sqrt {b^{2}-4ac}}}{2a}}.}

#### Cas matricial
El cas de la matriu és molt semblant:
{\displaystyle x^{\mathrm {T} }Ax+x^{\mathrm {T} }b+c=(x-h)^{\mathrm {T} }A(x-h))+k}
on {\textstyle h=-{\frac {1}{2}}A^{-1}b} i {\textstyle k=c-{\frac {1}{4}}b^{\mathrm {T} }A^{-1}b}.

Cal tenir en compte que {\displaystyle A} ha de ser simètrica.
Si {\displaystyle A} no és simètrica, les fórmules per a {\displaystyle h} i {\displaystyle k} s'han de generalitzar així:
{\displaystyle h=-(A+A^{\mathrm {T} })^{-1}b\quad {\text{i}}\quad k=c-h^{\mathrm {T} }Ah=c-b^{\mathrm {T} }(A+A^{\mathrm {T} })^{-1}A(A+A^{\mathrm {T} })^{-1}b}

## Representacions gràfiques
En geometria analítica el gràfic de qualsevol polinomi de segon grau és una paràbola en el pla xy.

Donat un polinomi de la forma
{\displaystyle a(x-h)^{2}+k}
les constants h i k es poden interpretar com les coordenades cartesianes de l'extrem de la paràbola. És a dir, h és la coordenada x de l'eix de simetria (l'eix de simetria té doncs l'equació x = h), i k és el valor mínim (o valor màxim, si a < 0) de la paràbola.
Una manera de veure-ho és observant que el gràfic de la funció f(x) = x 2 és una paràbola l'extrem de la qual es troba a l'origen (0, 0). Per tant, el gràfic de la funció f(x − h) = (x − h) 2 és una paràbola desplaçada cap a la dreta h unitats i l'extrem de la qual és a (h, 0), tal com es mostra a la figura superior. En canvi, el gràfic de la funció f(x) + k = x2 + k  és una paràbola desplaçada cap amunt k unitats i l'extrem de la qual és el punt (0, k), tal com es mostra a la figura central. La combinació de desplaçaments horitzontals i verticals s'expressa així: f(x − h) + k = (x − h)2 + k, i genera paràboles desplaçades cap a la dreta h i cap amunt k unitats amb extrems a (h, k), com es mostra a la figura inferior.

## Resolució d'equacions de segon grau
La tècnica de completar el quadrat es pot utilitzar també per a resoldre qualsevol equació de segon grau. Per exemple:
{\displaystyle x^{2}+6x+5=0}
El primer pas és "completar el quadrat":
{\displaystyle (x+3)^{2}-4=0}
A continuació cal resoldre el terme al quadrat:
{\displaystyle (x+3)^{2}=4}
{\displaystyle x+3=-2\quad {\text{o}}\quad x+3=2}
i, per tant,
{\displaystyle x=-5\quad {\text{o}}\quad x=-1.}
Això es pot aplicar a qualsevol equació de segon grau. En cas que la x2 tingui un coeficient diferent d'1, el primer pas és dividir l'equació per aquest coeficient, tal com s'ha exposat més amunt en el cas no mònic.

### Arrels irracionals i complexes
A diferència dels mètodes que impliquen la factorització de l'equació, que només és fiable si les arrels són racionals, la tècnica de completar el quadrat trobarà les arrels d'una equació de segon grau fins i tot quan aquestes arrels són irracionals o complexes. Per exemple, sigui l'equació
{\displaystyle x^{2}-10x+18=0.}
Completant el quadrat resulta
{\displaystyle (x-5)^{2}-7=0,}
{\displaystyle (x-5)^{2}=7.}
{\displaystyle x-5=-{\sqrt {7}}\quad {\text{o}}\quad x-5={\sqrt {7}}.}
O, en notació compacta:
{\displaystyle x-5=\pm {\sqrt {7}},}
I les dues arrels són irracionals:
{\displaystyle x=5\pm {\sqrt {7}}.}
Les equacions amb arrels complexes es poden tractar de manera anàloga. Per exemple:
{\displaystyle {\begin{aligned}x^{2}+4x+5&=0\\[3pt](x+2)^{2}+1&=0\\[3pt](x+2)^{2}&=-1\\[3pt]x+2&=\pm i\\[3pt]x&=-2\pm i.\end{aligned}}}

### Cas no mònic
Quan una equació de segon grau s'expressa amb un polinomi no mònic, el primer pas per resoldre-la és dividir pel coeficient de x2. Per exemple:
{\displaystyle {\begin{array}{c}2x^{2}+7x+6\,=\,0\\[3pt]x^{2}+{\tfrac {7}{2}}x+3\,=\,0\\[3pt]\left(x+{\tfrac {7}{4}}\right)^{2}-{\tfrac {1}{16}}\,=\,0\\[3pt]\left(x+{\tfrac {7}{4}}\right)^{2}\,=\,{\tfrac {1}{16}}\\[3pt]x+{\tfrac {7}{4}}={\tfrac {1}{4}}\quad {\text{or}}\quad x+{\tfrac {7}{4}}=-{\tfrac {1}{4}}\\[3pt]x=-{\tfrac {3}{2}}\quad {\text{or}}\quad x=-2.\end{array}}}

## Altres aplicacions

### Integració
La tècnica de completar el quadrat es pot utilitzar per a avaluar qualsevol integral de la forma
{\displaystyle \int {\frac {dx}{ax^{2}+bx+c}}}
utilitzant les integrals bàsiques
{\displaystyle \int {\frac {dx}{x^{2}-a^{2}}}={\frac {1}{2a}}\ln \left|{\frac {x-a}{x+a}}\right|+C\quad {\text{i}}\quad \int {\frac {dx}{x^{2}+a^{2}}}={\frac {1}{a}}\arctan \left({\frac {x}{a}}\right)+C.}
Per exemple, si en la integral
{\displaystyle \int {\frac {dx}{x^{2}+6x+13}}.}
hom completa el quadrat del denominador, resulta:
{\displaystyle \int {\frac {dx}{(x+3)^{2}+4}}\,=\,\int {\frac {dx}{(x+3)^{2}+2^{2}}}.}
Aplicant la substitució
u = x + 3 hom obté
{\displaystyle \int {\frac {dx}{(x+3)^{2}+4}}\,=\,{\frac {1}{2}}\arctan \left({\frac {x+3}{2}}\right)+C.}

### Nombres complexos
Sigui l'expressió
{\displaystyle |z|^{2}-b^{*}z-bz^{*}+c,}
on z i b són nombres complexos, z* i b* són el conjugat complex de z i b, respectivament, i c és un nombre real. Utilitzant la identitat |u|2 = uu* hom pot reescriure-ho així:
{\displaystyle |z-b|^{2}-|b|^{2}+c,}
que és clarament una quantitat real perquè
{\displaystyle {\begin{aligned}|z-b|^{2}&{}=(z-b)(z-b)^{*}\\&{}=(z-b)(z^{*}-b^{*})\\&{}=zz^{*}-zb^{*}-bz^{*}+bb^{*}\\&{}=|z|^{2}-zb^{*}-bz^{*}+|b|^{2}.\end{aligned}}}
Un altre exemple: l'expressió
{\displaystyle ax^{2}+by^{2}+c,}
on a, b, c, x, y són nombres reals, amb a > 0 i b > 0, es pot expressar en termes del quadrat del valor absolut d'un nombre complex. Només cal definir
{\displaystyle z={\sqrt {a}}\,x+i{\sqrt {b}}\,y}
Aleshores
{\displaystyle {\begin{aligned}|z|^{2}&{}=zz^{*}\\[1ex]&{}=\left({\sqrt {a}}\,x+i{\sqrt {b}}\,y\right)\left({\sqrt {a}}\,x-i{\sqrt {b}}\,y\right)\\[1ex]&{}=ax^{2}-i{\sqrt {ab}}\,xy+i{\sqrt {ba}}\,yx-i^{2}by^{2}\\[1ex]&{}=ax^{2}+by^{2},\end{aligned}}}
i, per tant:
{\displaystyle ax^{2}+by^{2}+c=|z|^{2}+c.}

### Matriu idempotent
Una matriu M és idempotent quan M2 = M. Les matrius idempotents generalitzen les propietats idempotents del 0 i de l'1. La tècnica de completar el quadrat aplicada a l'equació
{\displaystyle a^{2}+b^{2}=a}
mostra que algunes matrius idempotents de dimensió 2×2 estan parametritzades per un cercle en el pla (a,b):
La matriu {\displaystyle {\begin{pmatrix}aib\\bi1-a\end{pmatrix}}} serà idempotent sempre que {\displaystyle a^{2}+b^{2}=a,} que, en completar el quadrat, esdevé
{\displaystyle (a-{\tfrac {1}{2}})^{2}+b^{2}={\tfrac {1}{4}}.}
En el pla (a,b), aquesta és l'equació d'un cercle amb centre (1/2, 0) i radi 1/2.

## Perspectiva geomètrica
Com aplicar la tècnica de completar el quadrat a l'equació
{\displaystyle x^{2}+bx=a.} des d'una perspectiva geomètrica?
Com que x2 representa l'àrea d'un quadrat amb costat de longitud x, i bx representa l'àrea d'un rectangle amb costats b i x, el procés de completar el quadrat es pot considerar com una manipulació visual de rectangles.
En combinar el quadrat x2 i els rectangles bx per a obtenir un quadrat més gran hom detecta que falta una cantonada. El terme (b/2)2 afegit a cada costat de l'equació anterior és precisament l'àrea de la cantonada que falta. Això justifica clarament la terminologia "completar el quadrat".

## Una variació de la tècnica
Tal com s'ensenya convencionalment, completar el quadrat consisteix en afegir el tercer terme, v^2 a
{\displaystyle u^{2}+2uv}
de cara a aconseguir un quadrat. També hi ha casos en què es pot afegir el terme mitjà, ja sigui 2uv o −2uv, a
{\displaystyle u^{2}+v^{2}}
per a aconseguir el quadrat.

### Exemple: suma d'un nombre positiu i el seu recíproc
Escrivint
{\displaystyle {\begin{aligned}x+{1 \over x}&{}=\left(x-2+{1 \over x}\right)+2\\&{}=\left({\sqrt {x}}-{1 \over {\sqrt {x}}}\right)^{2}+2\end{aligned}}}
hom demostra que la suma d'un nombre positiu x i el seu recíproc és sempre major o igual a 2, ja que el quadrat d'una expressió real és sempre major o igual a zero. Només quan x val 1, la suma és igual a 2, ja que el terme quadràtic es fa zero.

### Exemple: factorització d'un polinomi simple de grau 4
Considerem el problema de factoritzar el polinomi
{\displaystyle x^{4}+324,}
que es pot escriure:
{\displaystyle (x^{2})^{2}+(18)^{2}.}
Per tant, el terme mitjà és 2(x2)(18) = 36x2. Així aconseguim
{\displaystyle {\begin{aligned}x^{4}+324&{}=(x^{4}+36x^{2}+324)-36x^{2}\\&{}=(x^{2}+18)^{2}-(6x)^{2}={\text{a difference of two squares}}\\&{}=(x^{2}+18+6x)(x^{2}+18-6x)\\&{}=(x^{2}+6x+18)(x^{2}-6x+18)\end{aligned}}}
(s'afegeix l'última línia només per seguir la convenció de graus decreixents de termes).
El mateix argument mostra que {\displaystyle x^{4}+4a^{4}} sempre es pot factoritzar com a
{\displaystyle x^{4}+4a^{4}=\left(x^{2}+2ax+2a^{2}\right)\left(x^{2}-2ax+2a^{2}\right)}
(També coneguda com a identitat de Sophie Germain).

## Completar el cub
Completar el quadrat es basa en remarcar que els dos primers termes d'un polinomi de segon grau són també els primers termes del quadrat d'un polinomi de primer grau, i utilitzar això per a expressar el de segon grau com la suma d'un polinomi de primer grau al quadrat i una constant.
Completar el cub és una tècnica similar que permet transformar un polinomi cúbic o de tercer grau en un altre sense terme de grau dos.
Concretament, si
{\displaystyle ax^{3}+bx^{2}+cx+d}
és un polinomi en x tal que {\displaystyle a\neq 0,} els seus dos primers termes són els dos primers termes de la forma expandida de
{\displaystyle a\left(x+{\frac {b}{3a}}\right)^{3}=ax^{3}+bx^{2}+x\,{\frac {b^{2}}{3a}}+{\frac {b^{3}}{27a^{2}}}.}
Així, el canvi de variable
{\displaystyle t=x+{\frac {b}{3a}}}
proporciona un polinomi cúbic en {\displaystyle t} sense terme de grau dos, que s'anomena forma deprimida del polinomi original.
Aquesta transformació és generalment el primer pas dels mètodes per a resoldre l'equació cúbica general.
De manera més general, es pot utilitzar una transformació similar, anomenada transformació de Tschirnhaus, per a eliminar termes de grau {\displaystyle n-1} en polinomis de grau {\displaystyle n}.